# 懷德路
懷德路是中華人民共和國上海市楊浦區一條南北走向道路，北起莊河路，南至楊樹浦路，全长1296米，宽6米至16.3米，道路始建於清朝光绪二十一年（1895年），最初路名為威妥玛路（Wetmore Road），路名來自於英国驻上海副领事。中華民国32年（1943年）更名為懷德路，路名來自於吉林怀德。